# Ростислав Всеволодович
Ростисла́в Все́володович (д.-рус. Ростиславь Всеволодовичь; 1070 — 26 травня 1093) — князь із династії Рюриковичів. Князь переяславський (1078—1093). Син великого князя київського Всеволода Ярославича, онук Ярослава Мудрого. Єдинокровний (зведений) брат Володимира Мономаха. Загинув у битві на річці Стугна. Похований у київському Софійському соборі поряд із батьком.

## Біографія
Ростислав народився 1070 року.
5 грудня 1087 року Ростислав разом із батьком Всеволодом та братом Володимиром перебував у Києві на похоронах володимирського князя Ярополка Ізяславича.
У квітні 1093 року, напередодні смерті свого батька Всеволода, Ростислав був у Києві разом із братом, чернігівським князем Володимиром. Коли батько представився, брати удвох оплакали його й поховали у київському Софійському соборі. Після того Ростислав повернувся до Переяслава.
На початку русько-половецької війни в травні 1093 року Ростислав відгукнувся на заклик брата Володимира допомогти новому київському князю Святополку Ізяславичу, що був йому кузеном. Спільне київсько-чернігівсько-переяславське військо прибуло до Треполя біля річки Стугна. Князі провели нараду, на якій вирішили перейти річку й вдарити по половцях. 26 травня відбулася вирішальна битва, в якій Ростислав та його дружина утримували центр руських позицій. Після того як половці знесли правий фланг, який захищали кияни Святополка, вони атакували чернігівців на лівому фланзі і переяславців Ростислава. Руси не витримали натиску й побігли до Стугни. Під час відступу на переправі Ростислав почав тонути. Володимир намагався врятувати брата, але ледь не потонув сам. Після битви тіло Ростислава знайшли в річці. Його відвезли до Києва, де «плакала за ним мати його [княгиня Анна], і всі люди плакали за ним сильно, юності його заради». Поховали Ростислава в Софійському соборі Києва біля його батька.
1961 року в усипальниці князів Софійського собору серед інших останків знайшли череп із залізним вістрям стріли. Ймовірно він належав Ростиславові, який був смертельно поранений і тому так раптово потонув на очах у брата.
За версією Києво-Печерського патерика Ростислав був запальною і неврівноваженою людиною. Він убив ченця Григорія, який намагався навернути його до праведного життя; за це на Стугні князя спіткала кара.
Смерть Ростислава була резонансною подією того часу. Про неї свідчать графіті на стінах Софії Київської. У «Слово о полку Ігоревім» про Стугну сказано, що ця річка, «пожръши чужи ручьи и стругы, рострена къ устью, уношу князю Ростиславу затвори днѣ при темнѣ березѣ. Плачется мати Ростиславля по уноши князи Ростиславѣ».
Існує припущення, що навпроти фрески Всеволода Ярославовича, на північній стіні Софійського собору зображено Ростислава Всеволодовича.

## Родина
- Батько: Всеволод Ярославич — князь переяславський (1054—1073), чернігівський (1073—1076, 1077—1078), великий князь київський (1078—1093).
- Мати: Анна Половчанка[10]
- Єдинокровний брат: Володимир Всеволодович (Мономах) — князь чернігівський (1076—1077, 1078—1094), переяславський (1094—1113), великий князь київський (1113—1125).
- Єдинокровні сестри:
  - Євпраксія Всеволодівна — дружина німецького імператора Генріха IV.
  - Анна (Янка) Всеволодівна — засновниця і настоятельниця Янчиного монастиря.
  - Катерина Всеволодівна